# Мария-Ланцендорф
Мария-Ланцендорф (нем. Maria Lanzendorf) — коммуна (нем. Gemeinde) в Австрии, в федеральной земле Нижняя Австрия. 
Входит в состав округа Вена.  Население составляет 2032 человека (на 31 декабря 2005 года). Занимает площадь 1,69 км². Официальный код  —  32411.

## Политическая ситуация
Совет представителей коммуны (нем. Gemeinderat) состоит из 19 мест.
- АНП занимает 10 мест.
- СДПА занимает 7 мест.
- Зелёные занимают 2 места.

## Известные уроженцы и жители
- Сисси Рот-Хальвакс